# 内山雄介
内山 雄介（うちやま ゆうすけ、1984年8月21日 - ）は、神奈川県小田原市出身の元プロ野球選手（投手）。右投右打。

## 経歴

### プロ入り前
小学校3年生の時に神奈川県の足柄リトルに入団し、野球人生への第一歩を踏み出す。相洋高校では3年の夏大会で県大会準々決勝まで進むも、甲子園出場はなし。
その後北海道学生野球連盟に加盟する旭川大学に進み、1年の大学選手権で救援登板したが早大に7回コールド敗退、2年時は初戦先発も敗退。2年春にリーグ最優秀投手。4年春に1試合19奪三振という新記録を達成。
2006年の大学生・社会人ドラフトで北海道日本ハムファイターズに8巡目指名され、入団。1968年創立の旭川大野球部から初のプロ野球選手である。

### 日本ハム時代
変則フォームを武器としていたが、スピードが出ないフォームであるとコーチから指摘され、スムーズなフォームへの修正を求められた。直すべき点を多く指摘され、多くのフォームを試していくうちに自分を見失ってしまう。2007年シーズン終了後に元のフォームに戻そうとするも、翌年のキャンプイン時にコーチから「直ってないじゃないか」と言われ、自分の我を通せずに2年目も過ごすことになる。
結局、入団からの2年間で一軍登板はないまま、2008年10月2日に球団から戦力外通告を受けた。球団職員の打診もあったが、現役続行を希望して12球団合同トライアウトに参加。しかし、獲得する球団は現れなかった。戦力外通告について引退後、現役中は故障もしていたが、フォームを見失ったことについて「振り返ってみて『我』が強くないといけないなと思いますね」「『僕の人生なので好きにやらせてください』って言えるくらいだったら違ったかもしれない」とも語っている。

### 日本ハム退団後
トライアウトに競輪関係者も来ていたことから競輪選手への転向を目指すも、テスト前に肉離れを起こし、スポーツ選手継続を断念する。
テレビが好きでマネジメントにも興味があり、日本ハムでの同僚選手の親類に芸能プロダクションの社長がいた縁で、2009年3月にハーモニープロモーションに入社。同年6月からは松嶋初音、松井絵里奈を担当するなど、芸能マネージャーを3年ほど務めた。
その後、マネージャー職が不定期な仕事だったことから、結婚を機に衣料品メーカーのトムス株式会社に転職し、営業を担当した。

## 詳細情報

### 年度別投手成績
- 一軍公式戦出場なし

### 背番号
- 49 （2007年 - 2008年）